# Следопыты (пьеса)
«Следопы́ты» (др.-греч. Ἰχνευταί) — сатировская драма древнегреческого драматурга Софокла (V век до н. э.). До начала XX века были известны только два коротких фрагмента этой пьесы, каждый по полтора стиха, но именно по этим отрывкам были идентифицированы обнаруженные в Оксиринхе более обширные фрагменты, составляющие в общей сложности, по-видимому, примерно половину всего текста.
Пьеса написана на основе одного из эпизодов мифа о боге Гермесе, изложенного в гомеровском гимне. Новорождённый Гермес украл у своего брата Аполлона стадо коров, тот обвинил его в воровстве перед старшими богами, но позже согласился помириться и даже подарил Гермесу лиру. Предположительно действие пьесы начиналось, когда маленький бог, совершив кражу, как ни в чём не бывало лёг в колыбель. Аполлон направил на поиски коров хор сатиров, те перепугались, услышав незнакомые им звуки лиры, и тогда Гермес мог выйти к ним, чтобы успокоить. Затем должны были произойти открытое столкновение двух богов и их примирение.
Дата первой постановки «Следопытов» неизвестна. Антиковеды выдвигают разные гипотезы, основываясь на особенностях стиля сохранившихся отрывков и на их сопоставлении с другими пьесами.
«Следопыты» — одна из всего двух сатировских драм, текст которых сохранился (по крайней мере, в значительной своей части). До обнаружения оксиринхских папирусов в распоряжении антиковедов был только «Киклоп» Еврипида, по-видимому, нетипичный для этого жанра из-за ряда отступлений на актуальные для автора общественно-политические темы (к тому же Еврипида сатировские драмы интересовали заметно меньше, чем Софокла и Эсхила). Поэтому «Следопыты» имеют огромное значение для исследований жанра.

## Издание на русском языке
- Софокл. Следопыты. Перевод Ф. Ф. Зелинского // Софокл. Драмы. М.: Наука, 1990. С. 365—377.